# Billy Connolly
Sir William Connolly, detto Billy (Glasgow, 24 novembre 1942), è un attore, comico e musicista britannico.

## Carriera
Conosciuto con il soprannome di The Big Yin (The Big One) in patria è considerato uno dei maggiori esponenti dello stand-up comedy britannico. Il soprannome gli venne dato quando era adolescente per distinguerlo dal nome del padre, William Connolly, Sr. Come interprete di folk music è stato autore di una parodia del genere talking blues.

## Vita privata
È stato sposato dal 1969 al 1985 con l'arredatrice d'interni Iris Pressagh, dalla quale ha avuto due figli: Jamie (1969) e Cara (1973). Dal 1989 è sposato con l'attrice Pamela Stephenson, dalla quale ha avuto tre figli: Daisy (31 dicembre 1983); Amy (7 luglio 1986) e Scarlett (28 luglio 1988). Nel settembre 2013, ha subito un piccolo intervento chirurgico per un tumore alla prostata allo stadio iniziale, e nel febbraio 2014 ha dichiarato che gli è stata diagnosticata la malattia di Parkinson.

## Filmografia parziale

### Attore

#### Cinema
- L'assoluzione (Absolution), regia di Anthony Page (1978)
- Il ritorno dei tre moschettieri (The Return of the Musketeers), regia di Richard Lester (1989)
- The Big Man, regia di David Leland (1990)
- Proposta indecente (Indecent Proposal), regia di Adrian Lyne (1993)
- I Muppet nell'isola del tesoro (Muppet Treasure Island), regia di Brian Henson (1996)
- La mia regina (Mrs. Brown), regia di John Madden (1997)
- Still Crazy, regia di Brian Gibson (1998)
- The Boondock Saints - Giustizia finale (The Boondock Saints), regia di Troy Duffy (1999)
- The Debt Collector, regia di Anthony Neilson (1999)
- Beautiful Joe, regia di Stephen Metcalfe (2000)
- Salvi per un capello (An Everlasting Piece), regia di Barry Levinson (2000)
- The Man Who Sued God (2001)
- Gentlemen’s Relish (2001)
- Chi è Cletis Tout? (Who Is Cletis Tout?), regia di Chris Ver Wiel (2001)
- White Oleander, regia di Peter Kosminsky (2002)
- Timeline - Ai confini del tempo (Timeline), regia di Richard Donner (2003)
- L'ultimo samurai (The Last Samurai), regia di Edward Zwick (2003)
- Lemony Snicket - Una serie di sfortunati eventi (Lemony Snicket's A Series of Unfortunate Events), regia di Brad Silberling (2004)
- Garfield 2 (Garfield: A Tail of Two Kitties), regia di Tim Hill (2006)
- Fido, regia di Andrew Currie (2006)
- X-Files - Voglio crederci (The X-Files: I Want to Believe), regia di Chris Carter (2008)
- The Boondock Saints 2 - Il giorno di Ognissanti (The Boondock Saints 2), regia di Troy Duffy (2009)
- I fantastici viaggi di Gulliver (The Gulliver's Travels), regia di Rob Letterman (2010)
- Quartet, regia di Dustin Hoffman (2012)
- Lo Hobbit - La battaglia delle cinque armate (The Hobbit: The Battle of the Five Armies), regia di Peter Jackson  (2014)
- La nostra vacanza in Scozia (What We Did on Our Holiday), regia di Andy Hamilton e Gay Jenkin  (2014)
- Wild Oats, regia di Andy Tennant  (2016)

#### Televisione
- Una famiglia del terzo tipo (3rd Rock from the Sun) – serie TV, 1 episodio (1999)
- Colombo (Columbo) – serie TV, episodio 10x13 (2000)
- Il principe ranocchio (Prince Charming), regia di Allan Arkush – film TV (2001)
- Dr. House - Medical Division (House, M.D.) – serie TV, episodio 8x14 (2012)

### Doppiatore
- Pocahontas (Pocahontas), regia di Mike Gabriel e Eric Goldberg (1995)
- Un computer a 4 zampe (Paws), regia di Karl Zwicky (1997)
- Boog & Elliot a caccia di amici (Open Season), regia di Roger Allers e Jill Culton (2006)
- Ribelle - The Brave (Brave), regia di Mark Andrews e Brenda Chapman (2012)

## Doppiatori italiani
Nelle versioni in italiano dei suoi film, Billy Connolly è stato doppiato da:
- Stefano De Sando in Lemony Snicket - Una serie di sfortunati eventi, Garfield 2, X-Files - Voglio crederci
- Dario Penne in Proposta indecente, Timeline - Ai confini del tempo
- Angelo Nicotra in Still Crazy, Salvi per un capello
- Luciano De Ambrosis in The Boondocks Saints - Giustizia finale, The Boondock Saints 2 - Il giorno di Ognissanti
- Roberto Chevalier ne I Muppet nell'isola del tesoro
- Adalberto Maria Merli in La mia regina
- Fabio Mazzarri in The Big Man
- Claudio Sorrentino in Beautiful Joe
- Carlo Cosolo in Colombo
- Giorgio Lopez ne Il principe ranocchio
- Sergio Di Giulio in Una famiglia del terzo tipo
- Francesco Pannofino in Chi è Cletis Tout?
- Ugo Maria Morosi in L'ultimo samurai
- Bruno Alessandro in Dr. House - Medical Division
- Patrizio Roversi in I fantastici viaggi di Gulliver
- Carlo Valli in Quartet
- Roberto Draghetti in Lo Hobbit - La battaglia delle cinque armate

Da doppiatore è sostituito da:
- Roberto Draghetti in Pocahontas
- Giorgio Lopez in Boog e Elliott a caccia di amici
- Ugo Maria Morosi in Ribelle - The Brave